# Vol libre (aéromodélisme)

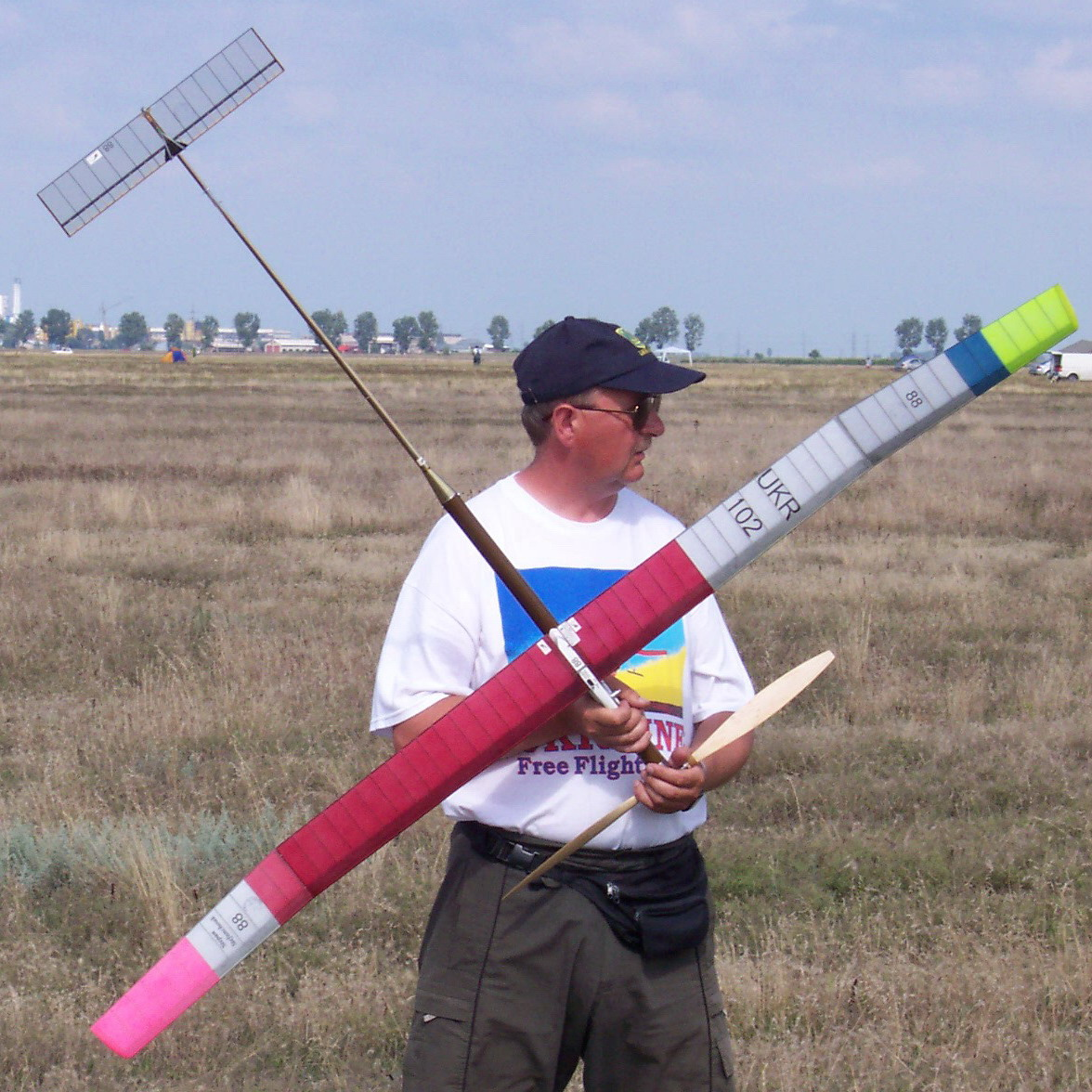
Modèle F1B par Stepan Stepanchuk

Le vol libre est le segment de l'aéromodélisme impliquant des aéronefs sans contrôle externe actif après le lancement. Le vol libre est la forme originale d'aéromodélisme de loisir, l'objectif concurrentiel étant de construire et de lancer un avion autonome qui atteindra systématiquement la plus longue durée de vol sur plusieurs tours de compétition, dans divers paramètres de classe.

## Types
Les modèles de vol libre peuvent être globalement divisés en quatre catégories : 
- Planeurs (remorquage et lancé à la main) ;
- Alimenté par du caoutchouc (durée pure et échelle avec la durée) ;
- Puissance (CO2, moteur à incandescence alimenté au méthanol, ou électrique) ;
- Intérieur (durée pure et échelle avec durée).